# Maila Nurmi
Maila Nurmi (nom artístic de Maila Elizabeth Syrjäniemi; Petsamo, Finlàndia, 21 de desembre de 1922 - Los Angeles, Califòrnia, 10 de gener de 2008) va ser una actriu finlandesa-estatunidenca, creadora del personatge de la dècada de 1950 «Vampira».

## Primers anys
Es va traslladar als Estats Units al costat de la seva família quan tenia dos anys d'edat i va créixer a Ashtabula, Ohio, llar de la comunitat finlandesa més gran d'aquell país. Era neboda de l'atleta finlandès Paavo Nurmi.
Va arribar a la ciutat de Los Angeles als 17 anys, i va treballar de model per a Alberto Vargas i Man Ray, entre d'altres, la qual cosa la va catapultar a la indústria fílmica amb un petit paper en la pel·lícula If Winter Comes (1947), de Victor Saville. Va posar també per a fotografies pin-up en revistes com Famous Models, Gala i Glamorous Models. Es diu a més que va ser acomiadada per Mae West de l'obra de Broadway de 1944 titulada Catherine Was Great perquè West es va pensar que podia arribar a eclipsar-la.

## Origen de "Vampira"
La idea per al personatge de «Vampira» va néixer el 1953, quan Nurmi va acompanyar el coreògraf Lester Horton en el ball anual Carib Masquerade vestida com un dels personatges de les vinyetes de Charles Addams del diari The New Yorker. La seva aparició amb un vestit negre cenyit i amb la seva pell blanca i pàl·lida va atreure l'atenció de Hunt Stromberg Jr., productor de televisió, que la va contractar com a presentadora de pel·lícules de terror per a una cadena televisiva de Los Angeles, la KABC-TV.
El 30 d'abril de 1954, la KABC-TV va anunciar la presentació del programa Dig Me Later, Vampira a les 11 de la nit. The Vampira Show es va estrenar l'1 de maig de 1954, i setmana rere setmana anava ocupant una franja de més audiència. En el paper de Vampira, Maila Nurmi presentava les pel·lícules mentre recorria una sala plena de boira, teranyines i foscor. Sovint amania el guió amb bromes i girs macabres, oferia epitafis en lloc d'autògrafs als seus admiradors i parlava amb la seva mascota, una aranya anomenada Rollo. La seva estètica combinava elements de la Reina Malvada de Blancaneu, Morticia –la matriarca de La família Addams–; l'actriu vamp de cinema mut Theda Bara i les clàssiques disfresses de Halloween, amb una cintura de vespa i una sensualitat sinistra i macabra.

Malgrat l'èxit obtingut i les altes valoracions, The Vampira Show es va cancel·lar el 1955 a causa de desacords contractuals irresolubles. Nurmi va conservar els drets del seu personatge i va passar a presentar un programa d'una cadena de la competència, la KHJ-TV.

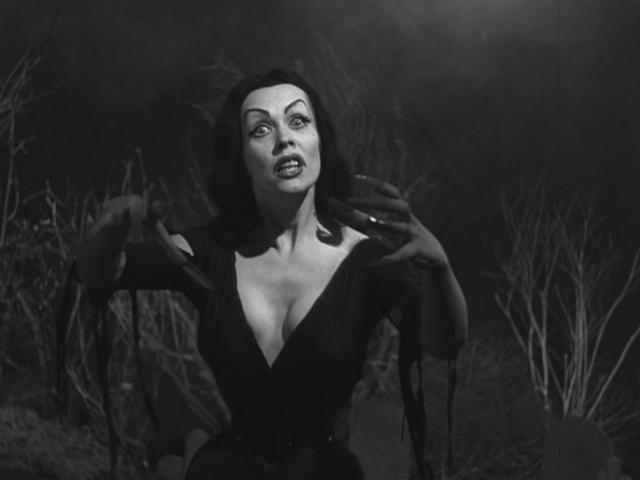
Maila Nurmi al film Pla 9 des de l'espai

Maila Nurmi va fer història a la televisió com la primera presentadora de pel·lícules de terror. El 1957, Screen Gems va emetre un cicle de 52 pel·lícules de terror sota el títol Shock Theather. A partir de llavors, les cadenes televisives de les grans ciutats dels Estats Units van començar a emetre aquest tipus de pel·lícules, i abillaven els presentadors amb una estètica al·lusiva.
Fou nominada als Premis Emmy en la categoria de Millor Personatge Femení el 1954. Va participar en pel·lícules com Too Much, Too Soon, seguida de The Big Operator i The Beat Generation. La seva aparició més destacada al cinema va ser en la pel·lícula de Ed Wood Pla 9 des de l'espai (1956), com una vampiressa que és ressuscitada per uns extraterrestres. El 1960 va aparèixer a I Passed for White i a Sex Kittens Go to College, seguida per The Magic Sword (1962).

## Recreacions
Vampira va ser interpretada per Lisa Marie en la pel·lícula biogràfica Ed Wood, dirigida per Tim Burton i estrenada el 1994. Aquest biopic, malgrat l'escassa qualitat del film, va permetre recordar la figura de Nurmi i el seu paper en la popularització de l'estètica gòtica.